# F.E.A.R. 3
『F.E.A.R. 3』（フィアー3、タイトルロゴデザイン上の表記はF.3.A.R.）はPC、Xbox 360、PlayStation 3向けに発売された『F.E.A.R.』と『F.E.A.R.2』の続編FPSゲーム。同シリーズ三作目。北米版は2011年6月21日に、日本語版は7月21日に発売。1年後の2012年7月27日、この作品のいわゆる廉価版が発売されている。

## 概要
前作同様、建物や屋外など、様々なマップを進んでいき、途中で遭遇する敵を倒しながら、物語を進めていく。基本的に他のFPS作品と同じゲームの進め方である。難易度も、敵が弱い"ニューフェイス"から、受けるダメージが大きい"クレイジー"と、アクションゲームの苦手な人から上級者まで、幅広いプレイヤー層が楽しめるようになっている。
シリーズで初めてマルチエンディングを採用した作品でもある。本作の特徴として暴力・グロテスクな表現が非常に多く、マップの至るところに死体やおびただしい血の跡、不気味な敵や幻影が存在する。また超常現象も目の当たりにし、薄暗い施設を探索するため、ホラー要素も多い。前作同様、オンラインプレイにも対応している。
シリーズ3作目にして、初めて画面分割によるオフラインco-opプレイが実装された（PS3、Xbox 360）。1Pは兄のポイント・マン、2Pは弟のパクストン・フェッテルを操作する。もちろんオンライン・マルチプレイにも対応している。

## ストーリー
「パクストン・フェッテル」事件から9ヶ月、ポイント･マンはある刑務所にいた。ポイント・マンは傷ついていた。あの事件によって仲間を含む7000人近くの人間を犠牲にしてしまったことを。彼はアーマカム・テクノロジ・コーポーレーション（通称「ATC」）の兵士による拷問を受けていた。そのとき、ポイント･マンによって殺されたはずの男・パクストン・フェッテルがポイント･マンを助けに来た。フェッテルに助けられたポイント･マンは彼の行動に疑問を感じながらも刑務所からの脱出を図る。

## 登場人物
ポイント･マン
主人公。シリーズ1作目でも主人公を務めた。
パクストン・フェッテル
ポイント・マンの弟。
ジン・スンクワン
F.E.A.R.の女性隊員。ポイント・マンの同僚。
マイケル・ベケット
F.E.A.R.の隊員。シリーズ2作目の主人公。
ハーラン・ウェイド
兄弟の祖父。
アルマ・ウェイド
兄弟の母。